# Artzenheim
Artzenheim (Arzenheim in tedesco, Àrtzana in dialetto alsaziano) è un comune francese di 864 abitanti situato nel dipartimento dell'Alto Reno nella regione del Grand Est. Si trova lungo il corso del fiume Reno, al confine con la Germania.

## Storia

### Simboli
Lo stemma è stato creato nel 1962. La conchiglia ricorda san Giacomo il Maggiore, patrono della chiesa locale. Gli smalti rosso e argento sono quelli dei vescovi di Strasburgo.

## Società

### Evoluzione demografica
Abitanti censiti